# Фјанема (Белуно)
Фјанема (итал. Fianema) је насеље у Италији у округу Белуно, региону Венето.
Према процени из 2011. у насељу је живело 158 становника. Насеље се налази на надморској висини од 362 м.